# Czymanowo
Czymanowo is een plaats in het Poolse district Wejherowski, woiwodschap Pommeren. De plaats maakt deel uit van de gemeente Gniewino en telt 300 inwoners.